# Copa Ouro da CONCACAF de 2009
A Copa Ouro da CONCACAF de 2009 foi a décima edição do principal torneio de futebol realizado pela Confederação de Futebol da América do Norte, Central e Caribe (CONCACAF). Aconteceu entre os dias 3 e 26 de julho em treze cidades dos Estados Unidos da América. Foi a quarta edição do torneio sem a presença de convidados.
O México conquistou o título pela quinta vez ao golear os Estados Unidos na decisão por 5 a 0.

## Nações participantes
Automaticamente classificados
- Estados Unidos (10ª aparição no torneio)
- México (10ª aparição no torneio)
- Canadá (9ª aparição no torneio)

Classificados através da Copa do Caribe de 2008
- Campeão:  Jamaica (7ª aparição no torneio)
- Vice-campeão:  Granada (1ª aparição no torneio)
- 3º colocado :  Guadalupe (2ª aparição no torneio)
- 4º colocado :  Haiti ¹ (4ª aparição no torneio)

Classificados através da Copa das Nações da UNCAF de 2009
- Campeão:  Panamá (4ª aparição no torneio)
- Vice-campeão:  Costa Rica (9ª aparição no torneio)
- 3º colocado :  Honduras (9ª aparição no torneio)
- 4º colocado :  El Salvador (6ª aparição no torneio)
- 5º colocado :  Nicarágua (1ª aparição no torneio)

Nota 1:  Cuba terminou em quarto lugar na Copa do Caribe de 2008, mas desistiu de participar da Copa Ouro por não ter tempo hábil de selecionar uma equipe competitiva. Haiti e Trinidad e Tobago, 3º lugar no Grupo I e Grupo J, respectivamente, participaram de um sorteio realizado pela CFU para determinar quem ocuparia o lugar de Cuba, e o Haiti ganhou o sorteio.

## Árbitros
Os seguintes árbitros atuaram na Copa Ouro:
| - CAN Paul Ward - CRC Walter Quesada - GUA Walter López - HON José Pineda - JAM Courtney Campbell - MEX Benito Archundia - MEX Marco Rodríguez - MEX Roberto García | - PAN Roberto Moreno - SLV Joel Aguilar - SUR Enrico Wijngaarde - TRI Geoffrey Hospedales - TRI Neal Brizan - USA Jair Marrufo - USA Terry Vaughn |

## Sedes
Um total de treze cidades-sede, o maior número já usado na história da Copa Ouro, foram anunciadas em 9 de março de 2009.
| Carson                        | Seattle                 | Columbus              | Oakland                         |
| ----------------------------- | ----------------------- | --------------------- | ------------------------------- |
| Home Depot Center             | Qwest Field             | Columbus Crew Stadium | Oakland-Alameda County Coliseum |
| Capacidade: 27.000            | Capacidade: 67.000      | Capacidade: 22,555    | Capacidade: 47,416              |
|                               |                         |                       |                                 |
| Washington, D.C.              | East Rutherford         | East Rutherford       | Houston                         |
| RFK Stadium                   | Giants Stadium          | Giants Stadium        | Reliant Stadium                 |
| Capacidade: 45.596            | Capacidade: 78.741      | Capacidade: 78.741    | Capacidade: 71.500              |
|                               |                         |                       |                                 |
| Miami                         | Foxborough              |                       |                                 |
| FIU Stadium                   | Gillette Stadium        |                       |                                 |
| Capacidade: 20.000            | Capacidade: 68.756      |                       |                                 |
|                               |                         |                       |                                 |
| Glendale                      | Filadélfia              | Arlington             | Chicago                         |
| University of Phoenix Stadium | Lincoln Financial Field | Cowboys Stadium       | Soldier Field                   |
| Capacidade: 63.400            | Capacidade: 68.532      | Capacidade: 80.000    | Capacidade: 61.500              |
|                               |                         |                       |                                 |

## Fase de grupos
O resultados do sorteio que determinou a formação dos grupos foi anunciado em 2 de abril de 2009.

### Grupo A
| Seleção     | Pts | J | V | E | D | GP | GC | SG |
| ----------- | --- | - | - | - | - | -- | -- | -- |
| Canadá      | 7   | 3 | 2 | 1 | 0 | 4  | 2  | +2 |
| Costa Rica  | 4   | 3 | 1 | 1 | 1 | 4  | 4  | 0  |
| Jamaica     | 3   | 3 | 1 | 0 | 2 | 1  | 2  | -1 |
| El Salvador | 3   | 3 | 1 | 0 | 2 | 2  | 3  | -1 |

Todas as partidas seguem o fuso horário de Washington (UTC-5).
| 3 de julho | Canadá    | 1 – 0     | Jamaica | Home Depot Center, Carson                 |
| 20:00      | Gerba 75' | Relatório |         | Público: 27,000 Árbitro: USA Terry Vaughn |

| 3 de julho | Costa Rica   | 1 – 2     | El Salvador     | Home Depot Center, Carson                     |
| 22:00      | Granados 64' | Relatório | Romero 20', 86' | Público: 27,000 Árbitro: MEX Benito Archundia |

| 7 de julho | Jamaica | 0 – 1     | Costa Rica | Columbus Crew Stadium, Columbus          |
| 19:00      |         | Relatório | Borges 64' | Público: 7,059 Árbitro: USA Jair Marrufo |

| 7 de julho | El Salvador | 0 – 1     | Canadá    | Columbus Crew Stadium, Columbus            |
| 21:00      |             | Relatório | Gerba 32' | Público: 7,059 Árbitro: MEX Roberto García |

| 10 de julho | Costa Rica               | 2 – 2     | Canadá                    | FIU Stadium, Miami                        |
| 19:00       | Herrón 23' · Centeno 35' | Relatório | Bernier 25' · de Jong 28' | Público: 17,269 Árbitro: USA Terry Vaughn |

| 10 de julho | El Salvador | 0 – 1     | Jamaica      | FIU Stadium, Miami                               |
| 21:00       |             | Relatório | Cummings 70' | Público: 17,269 Árbitro: TRI Geoffrey Hospedales |

### Grupo B
| Seleção        | Pts | J | V | E | D | GP | GC | SG  |
| -------------- | --- | - | - | - | - | -- | -- | --- |
| Estados Unidos | 7   | 3 | 2 | 1 | 0 | 8  | 2  | +6  |
| Honduras       | 6   | 3 | 2 | 0 | 1 | 5  | 2  | +3  |
| Haiti          | 4   | 3 | 1 | 1 | 1 | 4  | 3  | +1  |
| Granada        | 0   | 3 | 0 | 0 | 3 | 0  | 10 | -10 |

Todas as partidas seguem o fuso horário de Washington (UTC-5).
| 4 de julho | Honduras   | 1 – 0     | Haiti | Qwest Field, Seattle                         |
| 19:00      | Costly 76' | Relatório |       | Público: 15,387 Árbitro: MEX Marco Rodríguez |

| 4 de julho | Granada | 0 – 4     | Estados Unidos                                | Qwest Field, Seattle                      |
| 21:00      |         | Relatório | Adu 7' · Holden 31' · Rogers 60' · Davies 68' | Público: 15,387 Árbitro: GUA Walter Lopéz |

| 8 de julho | Haiti                   | 2 – 0     | Granada | RFK Stadium, Washington, D.C.               |
| 19:00      | Noel 14' · Marcelin 79' | Relatório |         | Público: 26,079 Árbitro: PAN Roberto Moreno |

| 8 de julho | Honduras | 0 – 2     | Estados Unidos           | RFK Stadium, Washington, D.C.                  |
| 21:00      |          | Relatório | Quaranta 75' · Ching 79' | Público: 26,079 Árbitro: JAM Courtney Campbell |

| 11 de julho | Estados Unidos           | 2 – 2     | Haiti                 | Gillette Stadium, Foxborough                |
| 19:00       | Arnaud 6' · Holden 90+2' | Relatório | Sirin 46' · Chery 49' | Público: 24,137 Árbitro: CRC Walter Quesada |

| 11 de julho | Honduras                                                 | 4 – 0 | Granada | Gillette Stadium, Foxborough                 |
| 21:00       | Martínez 2' · Espinoza 25' · Valladares 56' · Costly 67' |       |         | Público: 24,137 Árbitro: MEX Marco Rodríguez |

### Grupo C
| Seleção   | Pts | J | V | E | D | GP | GC | SG |
| --------- | --- | - | - | - | - | -- | -- | -- |
| México    | 7   | 3 | 2 | 1 | 0 | 5  | 1  | +4 |
| Guadalupe | 6   | 3 | 2 | 0 | 1 | 4  | 3  | +1 |
| Panamá    | 4   | 3 | 1 | 1 | 1 | 6  | 3  | +3 |
| Nicarágua | 0   | 3 | 0 | 0 | 3 | 0  | 8  | -4 |

Todas as partidas seguem o fuso horário de Washington (UTC-5).
| 5 de julho | Panamá       | 1 – 2     | Guadalupe                 | Oakland-Alameda County Coliseum, Oakland |
| 17:00      | Barahona 68' | Relatório | Loval 33' · Fleurival 43' | Público: 32,700 Árbitro: TRI Neal Brizan |

| 5 de julho | México                            | 2 – 0     | Nicarágua | Oakland-Alameda County Coliseum, Oakland |
| 19:00      | Noriega 45+1' (pen) · Barrera 86' | Relatório |           | Público: 32,700 Árbitro: CAN Paul Ward   |

| 9 de julho | Guadalupe              | 2 – 0     | Nicarágua | Reliant Stadium, Houston   |
| 20:00      | Auvray 57' · Gotin 59' | Relatório |           | Árbitro: HON Oscar Moncada |

| 9 de julho | México    | 1 – 1     | Panamá    | Reliant Stadium, Houston  |
| 22:00      | Sabah 10' | Relatório | Pérez 29' | Árbitro: SLV Joel Aguilar |

| 12 de julho | Panamá                                  | 4 – 0     | Nicarágua | University of Phoenix Stadium, Glendale  |
| 17:00       | Pérez 35' · Gómez 56' · Tejada 76', 88' | Relatório |           | Público: 23,876 Árbitro: HON José Pineda |

| 12 de julho | México                  | 2 – 0     | Guadalupe | University of Phoenix Stadium, Glendale  |
| 19:00       | Torrado 42' · Sabah 85' | Relatório |           | Público: 23,876 Árbitro: TRI Neal Brizan |

## Fase final
|  | Quartas-de-final | Quartas-de-final     | Quartas-de-final |                |                | Semifinal      | Semifinal | Semifinal |  |  | Final | Final | Final |  |
|  |                  |                      |                  |                |                |                |           |           |  |  |       |       |       |  |
|  | A1               | Canadá               | 0                |                |                |                |           |           |  |  |       |       |       |  |
|  | A1               | Canadá               | 0                |                |                |                |           |           |  |  |       |       |       |  |
|  | B2               | Honduras             | 1                |                |                |                |           |           |  |  |       |       |       |  |
|  | B2               | Honduras             | 1                |                | Honduras       | Honduras       | 0         |           |  |  |       |       |       |  |
|  |                  |                      |                  |                | Honduras       | Honduras       | 0         |           |  |  |       |       |       |  |
|  |                  |                      | Estados Unidos   | Estados Unidos | 2              |                |           |           |  |  |       |       |       |  |
|  | B1               | Estados Unidos (pro) | Estados Unidos   | Estados Unidos | 2              | 2              |           |           |  |  |       |       |       |  |
|  | B1               | Estados Unidos (pro) |                  |                |                |                |           |           |  |  |       |       |       |  |
|  | A/C3             | Panamá               | 1                |                |                |                |           |           |  |  |       |       |       |  |
|  | A/C3             | Panamá               | 1                |                | Estados Unidos | Estados Unidos | 0         |           |  |  |       |       |       |  |
|  |                  |                      |                  |                |                |                |           |           |  |  |       |       |       |  |
|  |                  |                      | México           | México         | 5              |                |           |           |  |  |       |       |       |  |
|  | C2               | Guadalupe            | México           | México         | 5              | 1              |           |           |  |  |       |       |       |  |
|  | C2               | Guadalupe            |                  |                |                |                |           |           |  |  |       |       |       |  |
|  | A2               | Costa Rica           | 5                |                |                |                |           |           |  |  |       |       |       |  |
|  | A2               | Costa Rica           | 5                |                | Costa Rica     | Costa Rica     | 1 (3)     |           |  |  |       |       |       |  |
|  |                  |                      |                  |                | Costa Rica     | Costa Rica     | 1 (3)     |           |  |  |       |       |       |  |
|  |                  |                      | México           | México         | 1 (5)          |                |           |           |  |  |       |       |       |  |
|  | C1               | México               | México           | México         | 1 (5)          | 4              |           |           |  |  |       |       |       |  |
|  | C1               | México               |                  |                |                |                |           |           |  |  |       |       |       |  |
|  | A/B3             | Haiti                | 0                |                |                |                |           |           |  |  |       |       |       |  |

### Quartas-de-final
| 18 de julho | Canadá | 0 – 1     | Honduras           | Lincoln Financial Field, Filadélfia       |
| 18:00       |        | Relatório | Martínez 36' (pen) | Público: 31,087 Árbitro: SLV Joel Aguilar |

| 18 de julho | Estados Unidos                    | 2 – 1 (pro) | Panamá    | Lincoln Financial Field, Filadélfia           |
| 21:00       | Beckerman 49' · Cooper 106' (pen) | Relatório   | Pérez 45' | Público: 31,087 Árbitro: MEX Benito Archundia |

| 19 de julho | Guadalupe    | 1 – 5     | Costa Rica                                              | Cowboys Stadium, Arlington               |
| 15:00       | Alphonse 64' | Relatório | Borges 3' · Saborío 16', 71' · Herrón 47' · Herrera 89' | Público: 82,252 Árbitro: HON José Pineda |

| 19 de julho | México                                        | 4 – 0     | Haiti | Cowboys Stadium, Arlington                     |
| 18:00       | Sabah 23', 63' · dos Santos 41' · Barrera 82' | Relatório |       | Público: 82,252 Árbitro: JAM Courtney Campbell |

### Semifinais
| 23 de julho | Honduras | 0 – 2     | Estados Unidos           | Soldier Field, Chicago                         |
| 19:00       |          | Relatório | Goodson 45' · Cooper 90' | Público: 55,173 Árbitro: JAM Courtney Campbell |

| 23 de julho | Costa Rica    | 1 – 1 (pro) | México     | Soldier Field, Chicago                      |
| 22:00       | Ledezma 90+3' | Relatório   | Franco 88' | Público: 55,173 Árbitro: PAN Roberto Moreno |

|                               |       | Penalidades                           |  |
| Saborío Borges Ledezma Oviedo | 3 – 5 | Franco dos Santos Torrado Juárez Vela |  |

### Final
| 26 de julho | Estados Unidos | 0 – 5     | México                                                                  | Giants Stadium, East Rutherford                |
| 15:00       |                | Relatório | Torrado 56' (pen) · dos Santos 62' · Vela 67' · Castro 79' · Franco 90' | Público: 79,156 Árbitro: JAM Courtney Campbell |

## Premiação
| Copa Ouro da CONCACAF 2009 |
| México                     |
| -------------------------- |
| México Campeão (5º título) |

| Artilheiro:  | Melhor jogador (MVP): | Melhor goleiro: | Prêmio Fair Play: |
| ------------ | --------------------- | --------------- | ----------------- |
| Miguel Sabah | Giovanni dos Santos   | Guillermo Ochoa | Brian Ching       |

## Artilharia
| 4 gols (1) - MEX Miguel Sabah 3 gols (1) - PAN Blas Pérez 2 gols (14) - CAN Ali Gerba - CRC Álvaro Saborío - CRC Andy Herrón - CRC Celso Borges - HON Carlos Costly - HON Walter Martínez - MEX Gerardo Torrado - MEX Giovani dos Santos - MEX Guillermo Franco - MEX Pablo Barrera - PAN Luis Tejada - SLV Osael Romero | 2 gols (continuação) - USA Kenny Cooper - USA Stuart Holden 1 gol (31) - CAN Marcel de Jong - CAN Patrice Bernier - CRC Froylán Ledezma - CRC Pablo Herrera - CRC Walter Centeno - CRC Warren Granados - GPE Alexandre Alphonse - GPE David Fleurival - GPE Loïc Loval - GPE Ludovic Gotin - GPE Stéphane Auvray - HAI Fabrice Noel - HAI James Marcelin - HAI Mones Chery | 1 gol (continuação) - HAI Vaniel Sirin - HON Melvin Valladares - HON Roger Espinoza - JAM Omar Cummings - MEX Carlos Vela - MEX José Antonio Castro - MEX Luis Miguel Noriega - PAN Gabriel Gómez - PAN Nelson Barahona - USA Brian Ching - USA Charlie Davies - USA Clarence Goodson - USA David Arnaud - USA Freddy Adu - USA Kyle Beckerman - USA Robbie Rogers - USA Santino Quaranta |